# Hisashi Kurosaki
Hisashi Kurosaki (黒崎 久志, Kurosaki Hisashi, Kanuma, 8 mei 1968) is een Japans voormalig voetballer die als aanvaller speelde.

## Clubcarrière
In 1984 ging Kurosaki naar de Utsunomiya Gakuen High School, waar hij in het schoolteam voetbalde. Nadat hij in 1987 afstudeerde, ging Kurosaki spelen voor Honda. In 5 jaar speelde hij er 95 competitiewedstrijden en scoorde 31 goals. Hij tekende in 1992 bij Kashima Antlers. Met deze club werd hij in 1996 kampioen van Japan. Kurosaki veroverde er in 1997 de J.League Cup en in 1997 de Beker van de keizer. In 6 jaar speelde hij er 144 competitiewedstrijden en scoorde 48 goals. Hij tekende in 1998 bij Kyoto Purple Sanga. Kurosaki speelde tussen 2000 en 2003 voor Vissel Kobe, Albirex Niigata en Omiya Ardija. Kurosaki beëindigde zijn spelersloopbaan in 2003.

## Japans voetbalelftal
Hisashi Kurosaki debuteerde in 1989 in het Japans nationaal elftal en speelde 24 interlands, waarin hij 4 keer scoorde.

## Statistieken

### J.League
| Seizoen | Club               | Competitie | J.League | J.League | J.League Cup | J.League Cup | Totaal | Totaal |
| Seizoen | Club               | Competitie | Wed.     | Dlp.     | Wed.         | Dlp.         | Wed.   | Dlp.   |
| ------- | ------------------ | ---------- | -------- | -------- | ------------ | ------------ | ------ | ------ |
| 1992    | Kashima Antlers    | J1 League  | -        | -        | 8            | 4            | 8      | 4      |
| 1993    | Kashima Antlers    | J1 League  | 30       | 11       | 0            | 0            | 30     | 11     |
| 1994    | Kashima Antlers    | J1 League  | 30       | 10       | 1            | 0            | 31     | 10     |
| 1995    | Kashima Antlers    | J1 League  | 39       | 11       | -            | -            | 39     | 11     |
| 1996    | Kashima Antlers    | J1 League  | 19       | 6        | 14           | 3            | 33     | 9      |
| 1997    | Kashima Antlers    | J1 League  | 26       | 10       | 5            | 3            | 31     | 13     |
| 1998    | Kyoto Purple Sanga | J1 League  | 27       | 13       | 4            | 3            | 31     | 16     |
| 1999    | Kyoto Purple Sanga | J1 League  | 14       | 3        | 1            | 0            | 15     | 3      |
| 2000    | Vissel Kobe        | J1 League  | 17       | 5        | 0            | 0            | 17     | 5      |
| 2001    | Albirex Niigata    | J2 League  | 44       | 21       | 2            | 0            | 46     | 21     |
| 2002    | Omiya Ardija       | J2 League  | 35       | 7        | -            | -            | 35     | 7      |
| 2003    | Omiya Ardija       | J2 League  | 25       | 2        | -            | -            | 25     | 2      |
| Totaal  | Totaal             | Totaal     | 306      | 99       | 35           | 13           | 341    | 112    |

### Interland
| Japans voetbalelftal | Japans voetbalelftal | Japans voetbalelftal |
| Jaar                 | Wed.                 | Dlp.                 |
| -------------------- | -------------------- | -------------------- |
| 1989                 | 7                    | 1                    |
| 1990                 | 2                    | 0                    |
| 1991                 | 0                    | 0                    |
| 1992                 | 0                    | 0                    |
| 1993                 | 1                    | 0                    |
| 1994                 | 1                    | 0                    |
| 1995                 | 10                   | 3                    |
| 1996                 | 2                    | 0                    |
| 1997                 | 1                    | 0                    |
| Totaal               | 24                   | 4                    |